# Macromitrium sinense
Macromitrium sinense är en bladmossart som beskrevs av Edwin Bunting Bartram 1936. Macromitrium sinense ingår i släktet Macromitrium och familjen Orthotrichaceae. Inga underarter finns listade i Catalogue of Life.